# 정안 나들목
정안 나들목(Jeongan IC)은 충청남도 공주시 정안면 사현리에 설치된 논산천안고속도로의 35번 교차로이다. 공주시 정안면, 우성면, 세종특별자치시 아름동 등지로 진출할 수 있다. 인근에 한일고등학교와 김옥균 생가가 있다. 2012년 11월 26일 세종특별자치시 아름동 모개고가차도와 이 나들목을 직접 연결하는 15.3km의 국도 제43호선 도로가 개통되었다.

## 연혁
- 2002년 12월 23일 : 논산천안고속도로 개통과 함께 영업 개시[1]

## 구조물 정보
- 위치: 충청남도 공주시 정안면 사현리
- 영업소: 충청남도 공주시 정안면 논산천안고속도로 64

## 접속하는 도로
- 국도 제23호선 (차령로)
- 국도 제43호선 (정안세종로)

## 교통량 정보
| 요금소        | 통행량 (대/일) | 통행량 (대/일) | 통행량 (대/일) | 통행량 (대/일) | 통행량 (대/일) | 통행량 (대/일) | 통행량 (대/일) | 통행량 (대/일) | 통행량 (대/일) | 통행량 (대/일) | 각주  |
| 요금소        | 2002년         | 2003년         | 2004년         | 2005년         | 2006년         | 2007년         | 2008년         | 2009년         | 2010년         | 2011년         | 각주  |
| ------------- | -------------- | -------------- | -------------- | -------------- | -------------- | -------------- | -------------- | -------------- | -------------- | -------------- | ----- |
| 정안 (폐쇄식) | 1,172          | 2,402          | 3,032          | 3,296          | 3,554          | 3,646          | 3,638          | 3,407          | 2,923          | 2,835          | [ 2 ] |
| 요금소        | 2012년         | 2013년         | 2014년         | 2015년         | 2016년         | 2017년         | 2018년         | 2019년         |                |                | [ 2 ] |
| 정안 (폐쇄식) | 2,836          | 4,201          | 5,185          | 614            | 702            | 1,692          | 1,575          | 1,548          |                |                | [ 2 ] |